# The Bohemian Girl
The Bohemian Girl er en britisk stumfilm fra 1922 af Harley Knoles.

## Medvirkende
- Gladys Cooper som Arline Arnheim
- Ivor Novello som Thaddeus
- C. Aubrey Smith som Devilshoof
- Ellen Terry som Buda
- Constance Collier
- Henry Vibart som Arnheim
- Gibb McLaughlin som Florenstein